# Pseuduvaria prainii
Pseuduvaria prainii là loài thực vật có hoa thuộc họ Na. Loài này được George King miêu tả khoa học đầu tiên năm 1893 dưới danh pháp Mitrephora prainii. Năm 1915 Elmer Drew Merrill chuyển nó sang chi Pseuduvaria.

## Phân bố
Loài này có tại quần đảo Andaman và đảo Nicobar Lớn trong quần đảo Nicobar.